# Ракутово
Ракутово (пол. Rakutowo) — село в Польщі, у гміні Коваль Влоцлавського повіту Куявсько-Поморського воєводства.
Населення — 494 особи (2011). Розташоване приблизно за 5 кілометрів на південний схід від Коваля, за 18 км на південний схід від Влоцлавека та за 70 км на південний схід від Торуня.
У 1975-1998 роках село належало до Влоцлавського воєводства.

## Демографія
Демографічна структура станом на 31 березня 2011 року:
|          | Загалом | Допрацездатний вік | Працездатний вік | Постпрацездатний вік |
| -------- | ------- | ------------------ | ---------------- | -------------------- |
| Чоловіки | 249     | 49                 | 169              | 31                   |
| Жінки    | 245     | 35                 | 143              | 67                   |
| Разом    | 494     | 84                 | 312              | 98                   |